# Colin Turbayne
Colin Murray Turbayne (ur. 7 lutego 1916, zm. 16 maja 2006 w Queensland) – australijski i amerykański historyk filozofii oraz filozof.

## Życiorys
Ukończył University of Queensland uzyskując w 1946 roku tytuł magistra. W 1940 roku ożenił się z Ailsą Krimmer, razem z którą wyemigrował do Stanów Zjednoczonych w 1947 roku. Po uzyskaniu doktoratu na Uniwersytecie w Pensylwanii podjął pracę na University of Washington. W 1957 roku przeniósł się do Rochester, gdzie był profesorem University of Rochester.
Był jednym z największych znawców filozofii George'a Berkeleya drugiej połowy XX wieku. Do Colina Turbayne’a należy najpełniejsza bibliografia prac o Berkeleyu które zostały opublikowane w latach 1963-1979. Na początku lat 90. ufundował międzynarodową nagrodę „International Berkeley Essay Prize”.

## Publikacje
- The Myth of Metaphor. (Yale University Press, New Haven, 1962)
- Turbayne C. M.: A Bibliography of George Berkeley 1963—1979. W: Berkeley: Critical and Interpretive Essays. Ed. by C. M. Turbayne. Manchester: Manchester University Press, 1982, s. 313—329.